# (541061) 2018 CK11
(541061) 2018 CK11 es un asteroide perteneciente al cinturón exterior de asteroides descubierto el 29 de junio de 2010 por Wide-field Infrared Survey Explorer desde el telescopio espacial Wide-Field Infrared Survey Explorer (WISE), Estados Unidos.

## Designación y nombre
Designado provisionalmente como 2018 CK11.

## Características orbitales
2018 CK11 está situado a una distancia media del Sol de 3,209 ua, pudiendo alejarse hasta 3,706 ua y acercarse hasta 2,713 ua. Su excentricidad es 0,154 y la inclinación orbital 5,162 grados. Emplea 2100,45 días en completar una órbita alrededor del Sol.

## Características físicas
La magnitud absoluta de 2018 CK11 es 16,1. 